# Aeroflot
PAO Aeroflot - rossijskie avialinii (in russo ПАО Аэрофлот - росийские авиалинии?), comunemente nota come Aeroflot ([ɐɛrɐfɫot]), è la compagnia di bandiera e la più grande compagnia aerea della Russia. Fondata nel 1923, è una delle più antiche compagnie aeree attive al mondo. Aeroflot ha sede a Mosca, con il suo hub che è l'aeroporto di Mosca-Šeremet'evo.
Prima dell'invasione russa dell'Ucraina del 2022, la compagnia aerea volava verso 146 destinazioni in 52 paesi, esclusi i servizi in code-share. Il numero di destinazioni è stato notevolmente ridotto dopo che molti paesi hanno vietato alla compagnia di operare nel proprio spazio aereo.
Dal suo inizio all'inizio degli anni novanta, Aeroflot è stata la compagnia di bandiera e un'impresa statale dell'Unione Sovietica. Durante quel periodo, Aeroflot aumentò la sua flotta a oltre cinquemila aeromobili di fabbricazione nazionale e si espanse per operare una rete di voli nazionali e internazionali di oltre tremila destinazioni in tutta l'URSS e nel mondo, rendendo la compagnia aerea più grande all'epoca. Oltre ai voli passeggeri, Aeroflot si è impegnata anche nelle operazioni di trasporto merci e nel servire lo stato attraverso il trasporto e l'assistenza militare. In seguito allo scioglimento dell'URSS, il vettore è stato ristrutturato in una società per azioni aperta e ha intrapreso un processo di radicale trasformazione. Aeroflot ha ridotto drasticamente la flotta acquistando allo stesso tempo aerei occidentali e nuovi modelli nazionali e concentrandosi sull'espansione della propria quota di mercato internazionale prima di passare ad aumentare quella nazionale.
Entro la fine del 2017, Aeroflot controllava circa il 40% del mercato aereo in Russia. Aeroflot possiede Rossija Airlines, una compagnia aerea con sede a San Pietroburgo, Pobeda, un vettore low cost, e il 51% della compagnia aerea Aurora, con sede nell'Estremo Oriente russo. Aeroflot aveva in precedenza anche una sussidiaria cargo denominata Aeroflot-Cargo, sebbene sia stata successivamente fusa con la compagnia madre.
Aeroflot è diventata membro di SkyTeam nell'aprile 2006, diventando così la prima compagnia aerea dell'ex Unione Sovietica a farlo. Nel 2022, SkyTeam e Aeroflot hanno deciso di sospendere temporaneamente l'adesione della compagnia, una delle tante risposte all'invasione russa dell'Ucraina nel 2022. A ottobre 2022, il governo russo possiede il 75% di Aeroflot attraverso l'Agenzia federale per la gestione della proprietà statale, mentre il resto delle azioni è flottante.

## Storia

### Gli inizi dell'aviazione civile sovietica

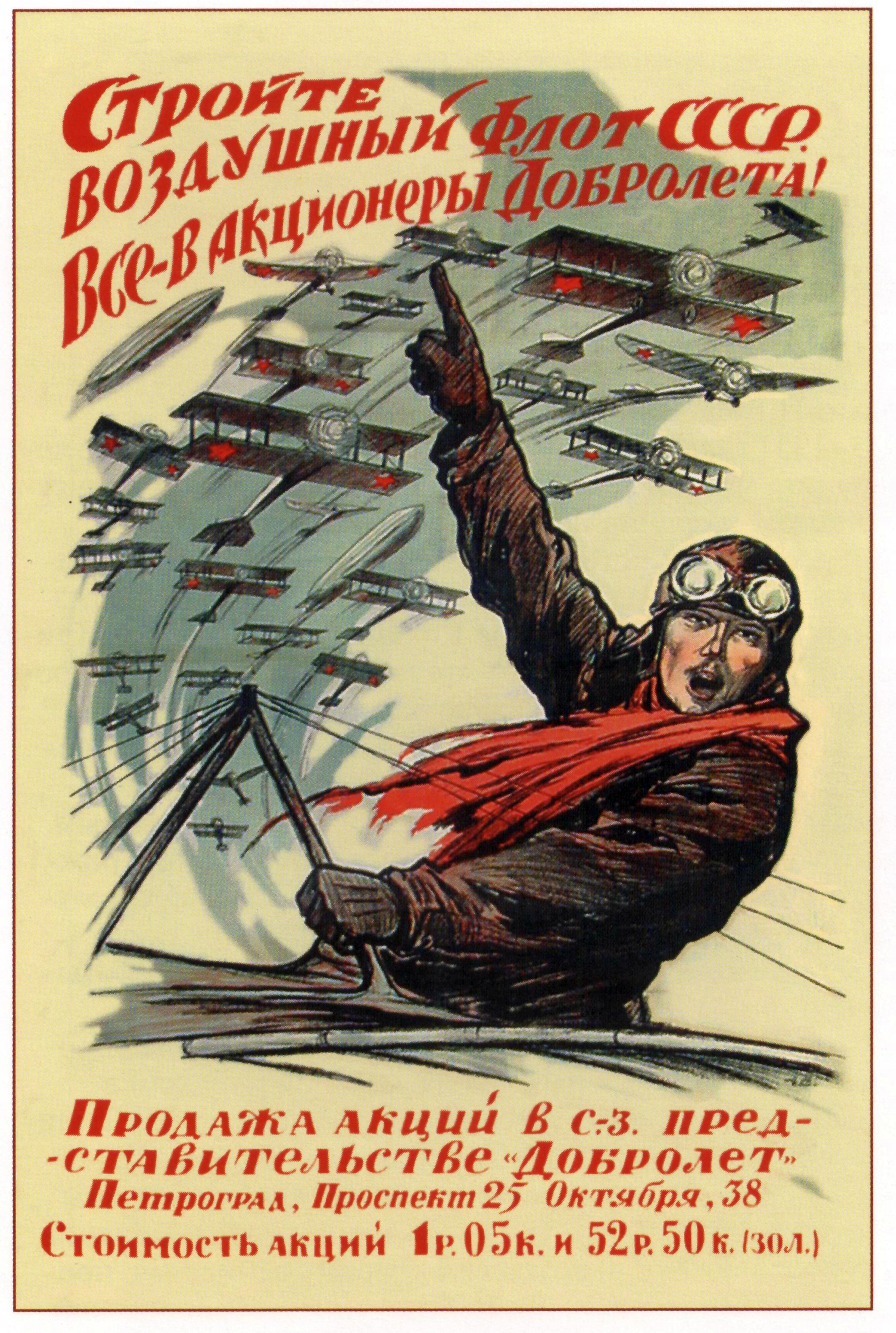
Uno dei primi poster sovietici che invitava i cittadini ad acquistare azioni della Dobrolët.

Il 17 gennaio 1921, il Consiglio dei commissari del popolo della RSFS Russa emanò il decreto "sul trasporto aereo" (in russo О воздушных передвижениях?, O vozdušnych peredviženijah). Il documento, firmato dal presidente del Sovnarkom Vladimir Lenin, stabiliva i regolamenti di base sul trasporto aereo sul territorio della RSFSR e dichiarava la sovranità dello stato sul proprio spazio aereo, definendo inoltre le regole per il transito di aeromobili stranieri. Il 31 gennaio 1921 venne quindi costituita la Commissione di Stato per la pianificazione dell'aviazione civile e successivamente fu fondata la Direzione generale della flotta aerea (in russo Главное управление воздушного флота, ГУВФ?, Glavnoe upravlenie vozdušnogo flota, GUVF), con l'inizio dei voli postali e passeggeri sulla rotta Mosca-Orël-Kursk-Char'kov il 1º maggio 1921 tramite un RBVZ Ilya Muromets. Questo fu seguito dalla formazione della Deruluft-Deutsch Russische Luftverkehrs AG a Berlino l'11 novembre 1921, come joint venture tra la RSFS Russa e la Repubblica di Weimar. La compagnia, i cui aerei erano registrati sia in Germania che in Russia, iniziò le operazioni il 1º maggio 1922 con un Fokker F.III in volo tra Königsberg e Mosca. Il servizio inizialmente era bisettimanale e limitato al trasporto di posta.
Il 3 febbraio 1923, il Sovnarkom approvò i piani per l'espansione della flotta e, dopo una risoluzione del Comitato Centrale del Partito Comunista, l'8 marzo 1923 fu fondata la Società di volontariato della flotta aerea (in russo Общество добровольного воздушного флота, ОДВФ?, Obščestvo dobrovol'nogo vozdušnogo flota, ODVF) e il 17 marzo venne fondata la Dobrolët (in russo Добролёт?) il 17 marzo 1923. La società per azioni aveva un capitale autorizzato fissato a 2 milioni di rubli, presto aumentati a 5 milioni, e tra i primi azionisti vi furono Vladimir Lenin e Nadežda Krupskaja, che investirono 60 rubli dei propri fondi nelle azioni. Inizialmente, la flotta comprendeva 14 aerei Junkers F 13 pilotati da aviatori militari e civili. L'artista Aleksander Rodčenko venne coinvolto nell'ODVF per creare poster per incoraggiare cittadini ad acquistare azioni della Dobrolët e realizzò successivamente il logo con falce e martello alato ancora utilizzato da Aeroflot.
I voli di linea di Dobrolët iniziarono il 15 luglio 1923 con la rotta Mosca-Nižnij Novgorod. Nello stesso periodo furono istituite altre due compagnie aeree: Zakavia, con sede a Tbilisi e operativa nella RSFS Transcaucasica, e la Ukrvozduchput’, con sede a Char'kov. Nel 1923 fu firmato un accordo che istituiva una divisione della Dobrolët a Tashkent per le operazioni nell'Asia centrale sovietica. I servizi tra Tashkent e Alma Ata iniziarono il 27 aprile 1924 e alla fine del 1924 la suddivisione aveva trasportato 480 passeggeri e 500 chilogrammi di posta e merci, su un totale di 210 voli.
Il 1º febbraio 1924 venne effettuato il volo del primo aereo per il trasporto passeggeri di produzione sovietica, l'Aleksandrov-Kalinin AK-1.
A marzo 1924, Dobrolët iniziò ad operare voli da Sebastopoli a Jalta e Jevpatorija in Crimea. La rete di rotte di Dobrolët fu estesa durante il periodo 1925-1927 per includere Kazan' e furono inaugurati voli regolari tra Mosca e Char'kov. Durante il 1925, Dobrolët operò 2 000 voli su una distanza di 1 000 000 di chilometri, trasportando 14 000 passeggeri e 127 500 chilogrammi di merci, su una rete di rotte che si estendeva per circa 5 000 chilometri. Dobrolët fu trasformata da un'impresa russa a un'impresa pansovietica il 21 settembre 1926 a seguito delle risoluzioni del Consiglio dei commissari del popolo dell'URSS e nel 1928 Dobrolët venne fusa con Ukrvozduchput’, che si era già fusa con la Zakavia nel 1925.

### Formazione

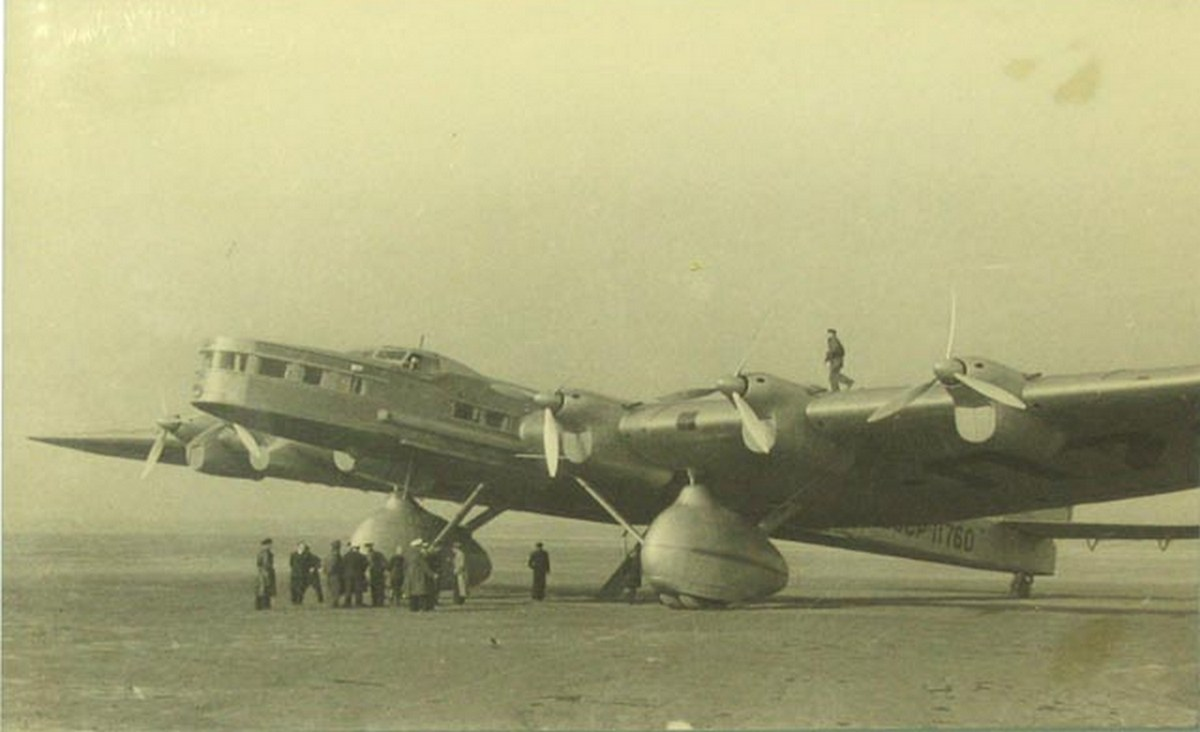
Il Tupolev ANT-20bis veniva utilizzato per i voli cargo da Mosca a Mineral'nye Vody prima della seconda guerra mondiale.

Il 25 febbraio 1932, venne istituita la Direzione generale della flotta aerea civile (in russo Главное управление гражданского воздушного флота, ГУ ГВФ?, Glavnoe upravlenie graždanskogo vozdušnogo flota, GU GVF) sotto il Sovnarkom. Il 26 marzo 1932 il nome "Aeroflot" fu ufficialmente adottato per l'intera flotta aerea civile sovietica. Il XVII Congresso del Partito Comunista di tutta l'Unione (bolscevico) del 1933 stabilì piani di sviluppo per l'industria dell'aviazione civile per i successivi cinque anni, che avrebbero visto il trasporto aereo diventare una delle principali tipologie di trasporto nell'Unione Sovietica, collegando tutte le principali città. Il governo attuò anche piani per espandere l'industria aeronautica sovietica per renderla meno dipendente dall'estero; nel 1930, circa il 50% dei velivoli operanti nell'Unione Sovietica era di fabbricazione straniera. L'espansione delle rotte aeree che avevano preso forma alla fine degli anni venti continuò negli anni trenta. I servizi locali furono notevolmente ampliati nell'Asia centrale e nell'Estremo Oriente sovietici, che alla fine del secondo piano quinquennale nel 1937 si estendavno per 35 000 chilometri su una rete totale di circa 93300 chilometri.
L'accordo tra l'Unione Sovietica e la Germania relativo alla Deruluft scadde il 1 gennaio 1937 e non fu rinnovato, il che vide il vettore della joint venture cessare le operazioni il 1º aprile 1937. In quella data, Aeroflot iniziò le operazioni sulla rotta Mosca-Stoccolma e iniziò ad operare sulla rotta ex Deruluft da Leningrado a Riga utilizzando Douglas DC-3 e Tupolev ANT-35 (PS-35). I voli da Mosca a Berlino, via Königsberg, furono sospesi fino al 1940 e ripresi dall'Aeroflot e dalla Deutsche Luft Hansa a seguito della firma del Patto Molotov-Ribbentrop, e sarebbero continuati fino all'inizio della Grande Guerra Patriottica nel 1941.

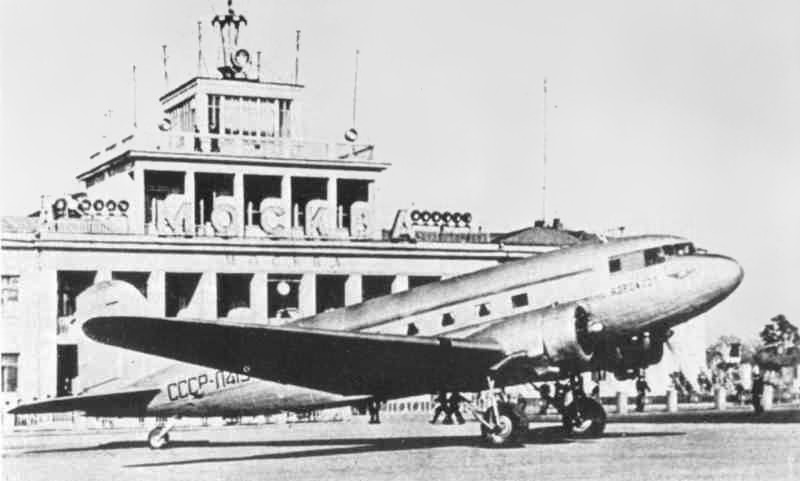
Un Aeroflot PS-84 (un Douglas DC-3, modificato dall'equipaggiamento di motori sovietici) all'aeroporto della città di Mosca nel 1940. Il Lisunov Li-2, una versione su licenza del DC-3, sarebbe diventato il principale aereo della flotta dopo la Grande Guerra Patriottica.

Nell'ambito del terzo piano quinquennale, iniziato nel 1938, lo sviluppo dell'aviazione civile continuò, con miglioramenti alle installazioni aeroportuali e l'inizio della costruzione di aeroporti. Oltre all'espansione dei servizi tra le principali città dell'Unione Sovietica, furono ampliate anche le rotte locali. La produzione in serie del Lisunov Li-2 (Douglas DC-3 su licenza) iniziò nel 1939 e divenne il principale aereo della flotta sulle rotte principali.

### Seconda guerra mondiale
Quando l'Unione Sovietica fu invasa dalla Germania nazista il 22 giugno 1941, il giorno successivo il Sovnarkom mise la flotta aerea civile sotto il controllo del Narkomat della difesa, portando alla mobilitazione su vasta scala degli equipaggi e dei tecnici dell'Aeroflot per lo sforzo bellico sovietico. Prima dell'invasione, la rete Aeroflot si estendeva per circa 146 000 chilometri e tra le rotte più lunghe operate da Mosca c'erano quelle per Tbilisi (via Baku), Tashkent e Vladivostok. Tra le importanti missioni intraprese dagli aerei e dagli equipaggi della Aeroflot vi erano i rifornimenti alle città assediate di Leningrado, Kiev, Odessa e Sebastopoli. Durante la battaglia di Stalingrado, tra l'agosto 1942 e il febbraio 1943, Aeroflot operò 46.000 missioni a Stalingrado, portando 2 587 tonnellate di rifornimenti e circa 30 000 soldati. Dopo la sconfitta della Wehrmacht, circa 80 Junkers Ju 52/3m furono presi e inglobati nella flotta aerea civile, e dopo la guerra entrarono messi in servizio in tutta l'Unione Sovietica. Mentre le operazioni civili nella Russia europea a ovest della linea del fronte, che andava da Leningrado a Mosca fino a Rostov sul Don, venivano impedite a causa della guerra, continuarono i servizi da Mosca agli Urali, alla Siberia, all'Asia centrale e ad altre regioni non interessate dalla guerra. Alla fine del conflitto, Aeroflot aveva effettuato 1 595 943 missioni speciali, di cui 83 782 di notte, e trasportato 1 538 982 uomini e 122 027 tonnellate di carico.

### Durante la guerra fredda

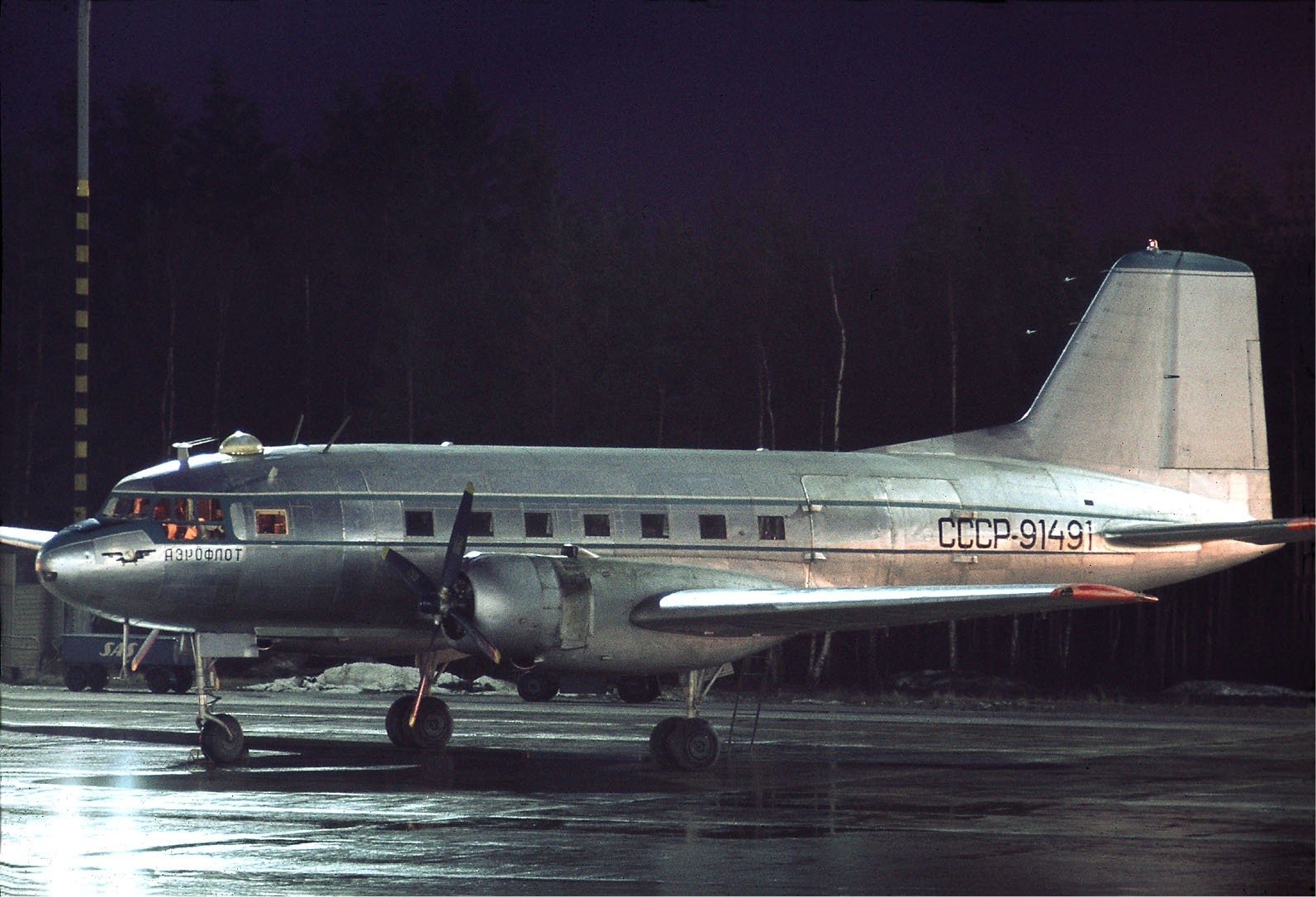
Un Ilyushin Il-14, introdotto nel 1954.

Alla fine della seconda guerra mondiale, il governo sovietico iniziò a riparare e ricostruire le infrastrutture aeroportuali essenziali e rafforzò le unità Aeroflot nella parte europea dell'URSS. Alla fine del 1945 Aeroflot trasportò 537 000 passeggeri, rispetto ai 359 000 del 1940. Il governo diede priorità nell'immediato dopoguerra all'espansione dei servizi da Mosca verso le capitali delle repubbliche sovietiche, oltre a importanti centri industriali del paese. Il governo trasferì quindi ad Aeroflot un gran numero di Lisunov Li-2, che sarebbero diventati i principali aerei della flotta. L'Ilyushin Il-12 entrò in servizio il 22 agosto 1947 per le destinazioni nazionali, in aggiunta ai Li-2. Nello stesso periodo anche il primo modello originale di Ilyushin Il-18 del 1946 iniziò a operare sulle rotte da Mosca a Jakutsk, Chabarovsk, Vladivostok, Alma Ata, Tashkent, Soči, Mineral'nye Vody e Tbilisi. Nel 1950 l'Il-18 fu ritirato dal servizio, sostituito dagli Il-12. Il trasporto regionale e l'aviazione generale ebbero un'accelerazione nel marzo 1948 con l'entrata in servizio dei primi Antonov An-2 prima nella Russia Centrale e in seguito in tutta l'Unione Sovietica.

Aeroflot è diventata la prima compagnia aerea al mondo con un servizio di linea con un aereo a reazione quando ha introdotto il Tupolev Tu-104 nel 1956.

La rete di rotte di Aeroflot si era estesa a 295 400 chilometri nel 1950 e aveva trasportato 1 603 700 passeggeri, 151 070 tonnellate di merci e 30 580 tonnellate di posta durante quell'anno. I voli notturni iniziarono nello stesso anno sulle rotte Mosca-Chabarovsk e Mosca-Tashkent. Il quinto piano quinquennale, che copriva il periodo 1951-1955, enfatizzava l'espansione delle operazioni notturne di Aeroflot. Nel 1952, circa 700 destinazioni in tutta l'Unione Sovietica erano collegate con voli di linea. Il 30 novembre 1954 entrò in servizio l'Ilyushin Il-14, assumendo un ruolo di primo piano nelle operazioni di tutti i servizi. Il numero di passeggeri trasportati nel 1955 era aumentato a 2.500.000, mentre erano aumentati anche i trasporti di merci e posta, rispettivamente a 194 960 e 63 760 tonnellate. La rete di rotte di Aeroflot copriva una distanza di circa 321 500 chilometri. Il XX Congresso del Partito Comunista, tenutosi nel 1956, vide i piani per i servizi Aeroflot essere notevolmente aumentati. La compagnia aerea avrebbe visto le sue attività aumentate di 3,8 volte ed era stato fissato l'obiettivo del trasporto di 16 000 000 di passeggeri entro il 1960. Un passo importante per Aeroflot avvenne il 15 settembre 1956 quando il Tupolev Tu-104 entrò in servizio sulla rotta Mosca-Omsk-Irkutsk, divenendo il primo aereo a reazione a effettuare regolarmente voli di linea al mondo. La compagnia aerea iniziò i voli internazionali con il Tu-104 il 12 ottobre 1956 sotto il comando di Boris Bugaev con voli da Mosca a Praga. L'aereo collocava Aeroflot in una posizione invidiabile, poiché le compagnie aeree occidentali avevano operato per tutti gli anni cinquanta con grandi aerei con motore a pistoni. Nel 1958 la rete di rotte copriva 349 200 chilometri, e la compagnia aerea aveva trasportato 8 231 500 passeggeri e 445 600 tonnellate di posta e merci, con il 15% dei servizi svolti nell'URSS con aerei a reazione.

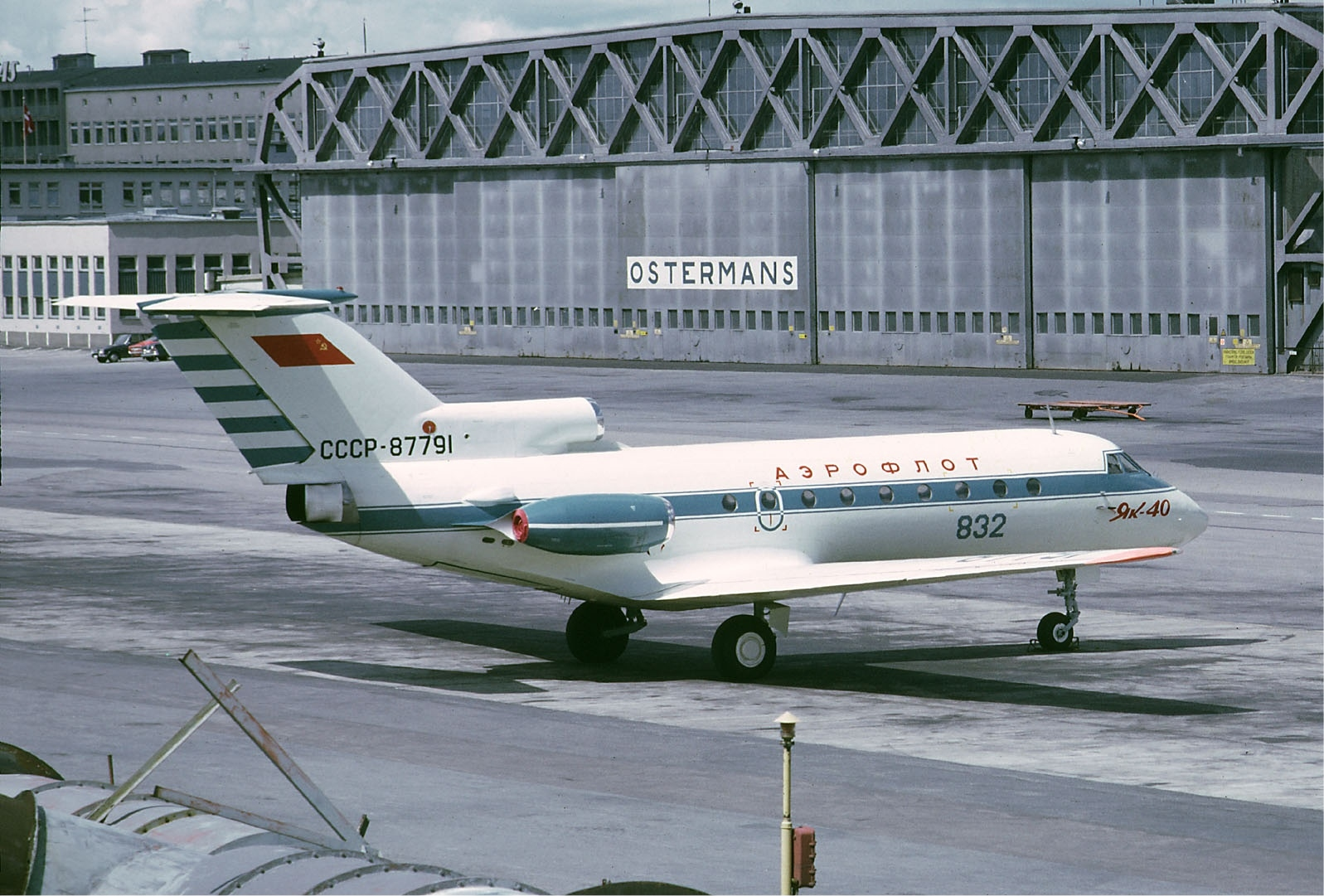
Aeroflot è diventata la prima compagnia aerea ad operare il primo jet regionale, lo Yakovlev Yak-40, nel 1968.

Aeroflot introdusse l'Antonov An-10 e il nuovo Ilyushin Il-18 nel 1959 e, insieme ai suoi aerei a reazione esistenti, la compagnia fu in grado di estendere i servizi su aeromobili moderni a 21 città nel 1960. Il Tupolev Tu-114, allora il più grande aereo di linea del mondo, entrò in servizio il 24 aprile 1961 sulla rotta Mosca-Chabarovsk, coprendo una distanza di 6 980 chilometri in 8 ore e 20 minuti. L'espansione della flotta vide i servizi con aeromobili moderni estesi a 41 città nel 1961, con il 50% percento dei servizi di tutta l'Unione operato da questi aerei. Questa espansione della flotta vide anche il numero di passeggeri trasportati nel 1961 salire rapidamente a 21 800 000. Un'ulteriore espansione avvenne nel 1962 quando sia il Tupolev Tu-124 che l'Antonov An-24 entrarono in servizio su vari voli a medio e corto raggio. Nel 1964 Aeroflot operava voli diretti da Mosca a 100 città, da Leningrado a 44 e da Kiev a 38, nonché da Mineral'nye Vody a 48 città dell'Unione Sovietica. Le statistiche per lo stesso anno mostravano una rete di rotte Aeroflot che si estendeva per oltre 400 000 chilometri in tutta l'URSS e 36 800 000 passeggeri trasportati.

La bandiera di Aeroflot (1961-1991).

Nel 1966 Aeroflot trasportò 47 200 000 passeggeri su una rete di rotte nazionali di 474 600 chilometri. Per il periodo dell'ottavo piano quinquennale, dal 1966 al 1970, Aeroflot aveva trasportato un totale di 302 200 000 passeggeri, 6,47 miliardi di tonnellate di merci e 1,63 miliardi di tonnellate di posta. I servizi vennero estesi su ulteriori 350 rotte, furono aperte altre 1 000 rotte regionali e 40 con voli cargo. Il 1967 vide l'entrata in servizio dell'Ilyushin Il-62 e del Tupolev Tu-134, e nel settembre 1968 lo Yakovlev Yak-40 iniziò le operazioni sui servizi a corto raggio. Nello stesso anno, l'Il-62 inaugurò il servizio a lungo rimandato tra Mosca e New York, che iniziò finalmente a luglio e veniva operato congiuntamente da Aeroflot e Pan Am.
Nel 1970 Aeroflot operava voli verso oltre 3 500 destinazioni nell'Unione Sovietica e, al culmine della stagione delle vacanze estive, trasportava circa 400 000 passeggeri al giorno, e circa il 90% trasportato con aerei turboelica e jet. Nel gennaio 1971 venne istituita l'amministrazione centrale del traffico aereo internazionale (in russo Центральное управление международных воздушных соойщений, ТУМВС?, Central’noe upravlenie meždunarodnych vozdušnych soojščenij, TUMVS) all'interno della IATA, e Aeroflot divenne l'unica impresa sovietica autorizzata ad operare voli internazionali come "Aeroflot - Soviet Airlines". Nel 1976 trasportò il suo 100 milionesimo passeggero. I suoi voli erano concentrati principalmente all'interno dell'Unione Sovietica e del blocco orientale, ma la compagnia aerea aveva anche una rete internazionale che copriva cinque continenti: Nord e Sud America, Europa, Africa e Asia. La rete comprendeva paesi come Stati Uniti, Canada, Regno Unito, Spagna, Cuba, Messico e Cina.

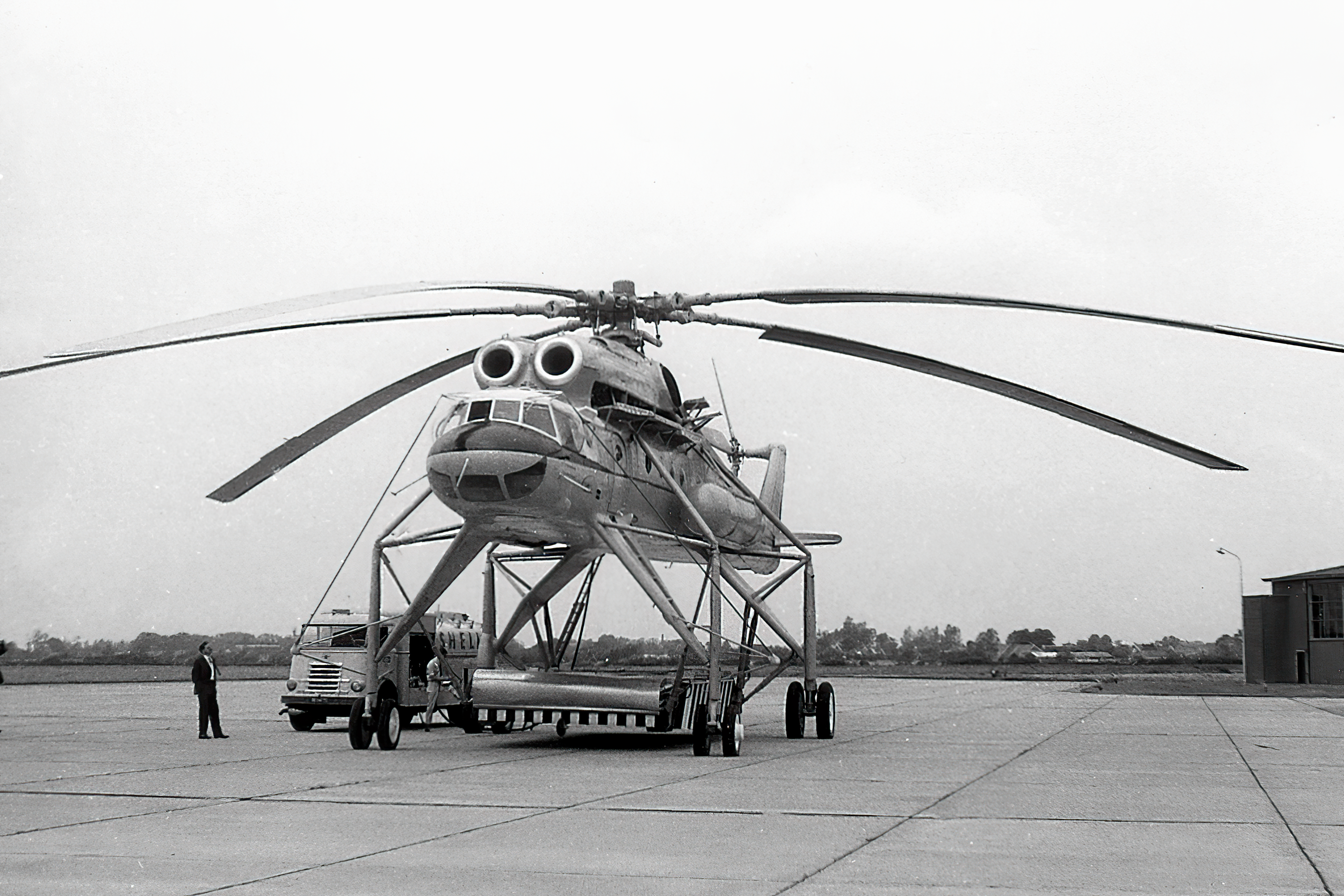
Un Mil Mi-10 di Aeroflot all'Aeroporto di Groninga-Eelde, Paesi Bassi, all'inizio degli anni settanta.

Oltre ai voli civili, Aeroflot svolgeva anche altre funzioni, tra cui aeroambulanze e sollevamento di carichi pesanti per l'agenzia spaziale sovietica, il supporto alle piattaforme petrolifere offshore, l'esplorazione e il sondaggio aeromagnetico delle risorse naturali, il supporto ai progetti di costruzione, il trasporto di truppe e rifornimenti militari (in coordinamento con l'aeronautica militare sovietica), ricerche atmosferiche e pattugliamenti di aree remote. Si occupava anche del trasporto di importanti figure del PCUS e del governo. Aeroflot effettuava il pattugliamento dei ghiacci nel Mar Glaciale Artico e la scorta di navi attraverso i mari ghiacciati, l'esplorazione petrolifera, la sorveglianza delle linee elettriche e il supporto al trasporto e al sollevamento di carichi pesanti nei progetti di costruzione. Per questi ultimi compiti, l'Aeroflot ha utilizzato, oltre a elicotteri più piccoli, la gru volante Mil Mi-10 e, per il trasporto di carichi pesanti compresi i veicoli, il Mil Mi-26. Anche gli aerei passeggeri e cargo a medio e lungo raggio dell'Aeroflot facevano parte della riserva strategica di trasporto aereo, pronti a fornire un supporto immediato alle forze armate. Gli aerei e gli elicotteri a corto raggio erano disponibili per le missioni di supporto militare.
Il servizio Aeroflot tra l'Unione Sovietica e gli Stati Uniti venne interrotto dal 15 settembre 1983 al 2 agosto 1990, a seguito di un ordine esecutivo del presidente Ronald Reagan, che revocava la licenza di Aeroflot ad operare voli da e per gli USA in seguito all'abbattimento del volo Korean Air Lines 007 da parte dell'aviazione sovietica. All'inizio degli anni novanta Aeroflot si riorganizzò nuovamente dando maggiore autonomia alle divisioni territoriali.

### Era post-sovietica
All'inizio degli anni novanta, l'Unione Sovietica subì enormi sconvolgimenti politici culminati con la sua dissoluzione: le repubbliche sovietiche dichiararono la loro indipendenza tra il gennaio 1990 e il dicembre 1991 e venne istituita la Comunità degli Stati Indipendenti (CSI). Fino a quel momento, Aeroflot era stata l'unica a fornire servizi aerei in tutta l'URSS, ma con la sua dissoluzione le filiali locali iniziarono i propri servizi. La stessa compagnia aerea passò sotto il controllo della Federazione Russa e venne ribattezzata nel 1992 a livello internazionale come "Aeroflot - Russian International Airlines" (in russo Аэрофлот – российские международные авиалинии?, Aėroflot – rossijskie meždunarodnye avialinii). Fu inoltre suddivisa in una serie di compagnie aeree regionali, mantenendo però le rotte internazionali. Le compagnie aeree regionali più piccole emerse dalla vecchia Aeroflot venivano talvolta chiamate "Babyflots", come Bashkirian Airlines, Krasnoyarsk Airlines, Moscow Airways e Tatarstan Airlines.
Nel 1994 Aeroflot venne registrata come società per azioni e il governo vendette il 49% della sua partecipazione ai dipendenti di Aeroflot. Durante gli anni novanta, Aeroflot si concentrò principalmente sui voli internazionali da Mosca ma verso la fine del decennio iniziò un'espansione nel mercato interno. Nel 2000 il nome dell'azienda venne cambiato in "Aeroflot - Russian Airlines" per riflettere il cambiamento nella strategia dell'azienda. Tuttavia, la flotta si era ridotta drasticamente nell'era post-sovietica, passando da 5.400 aerei nel 1991 a 115 nel 1996.

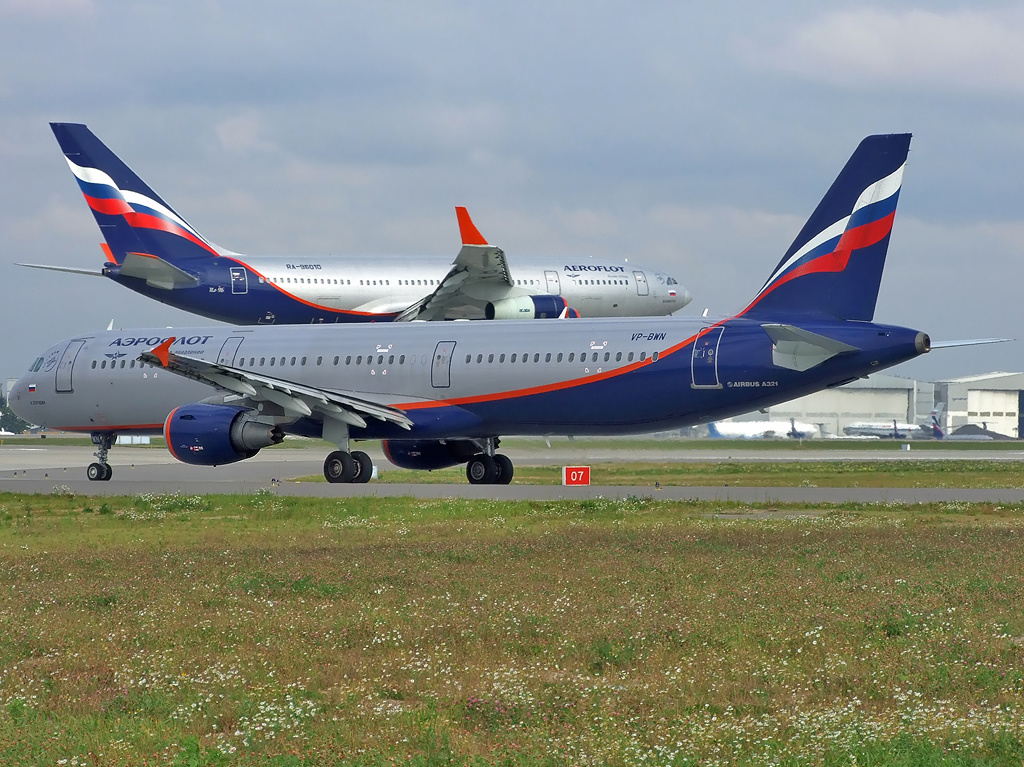
Un Airbus A321 in attesa di partire mentre un Ilyushin Il-96 atterra all'hub Mosca-Šeremet'evo di Aeroflot.

Dopo lo scioglimento dell'URSS, Aeroflot aveva lavorato attivamente per promuovere e ridefinirsi come compagnia aerea sicura e affidabile. All'inizio degli anni 2000, la compagnia aerea aveva assunto consulenti britannici per il rebranding: i dirigenti erano intenzionati a sostituire il logo della falce e martello ma alla fine non venne cambiato, in quanto è stato il simbolo più riconoscibile dell'azienda per oltre 70 anni. Furono disegnate una nuova livrea e uniformi per gli assistenti di volo e nel 2003 è stata lanciata una campagna promozionale. La sua flotta ha subito un'importante riorganizzazione durante la quale la maggior parte degli aerei sovietici sono stati sostituiti da jet di costruzione occidentale, per le preoccupazioni sui consumo di carburante e la sicurezza. Vennero inclusi Airbus A319 e A320 per i voli a corto raggio in Europa e Boeing 767 e Airbus A330 per le rotte a lungo raggio. Aeroflot ha iniziato a collaborare con l'azienda statunitense di tecnologia di viaggio Sabre Corporation nel 1997 e nel 2004 ha firmato un accordo per utilizzare il loro software per il sistema di prenotazione, estendendo ulteriormente il rapporto nel 2010. Nella primavera del 2004 è stata intrapresa un'espansione sul mercato interno, con l'obiettivo di guadagnare il 30% di quota entro il 2010 con il 9% detenuto nel 2006 e di competere con Siberia Airlines, uno dei principali rivali e leader nel mercato interno.
Nell'aprile 2006, Aeroflot è diventata la decima compagnia aerea a unirsi a SkyTeam e il primo vettore aereo dell'ex Unione Sovietica a farlo. La società ha annunciato il suo piano per aumentare le operazioni di trasporto merci, registrando nel 2006 il marchio Aeroflot-Cargo. Durante quell'anno, Aeroflot ha trasportato 7 290 000 passeggeri e 145 300 tonnellate di posta e merci verso 89 destinazioni in 47 paesi. Le entrate per lo stesso periodo 2005-2006 sono aumentate del 13,5% per raggiungere 2,77 miliardi di dollari USA con un aumento dell'8,7% nel numero di passeggeri. A dicembre 2006, Aeroflot è diventata l'unico azionista di Donavia, allora denominata Aeroflot-Don, aumentando la propria partecipazione nella società dal 51% al 100%; subito dopo, Aeroflot-Nord è stata creata in seguito all'acquisizione dell'Arkhangelsk Airlines. A marzo 2007, l'azionariato di Aeroflot era formato dal governo russo tramite la Rosimuščestvo (51,17%), con la Nacional'naja rezervnaja korporacija di Aleksandr Lebedev al 27%, e aveva 14 900 dipendenti.

### Espansione e riorganizzazione

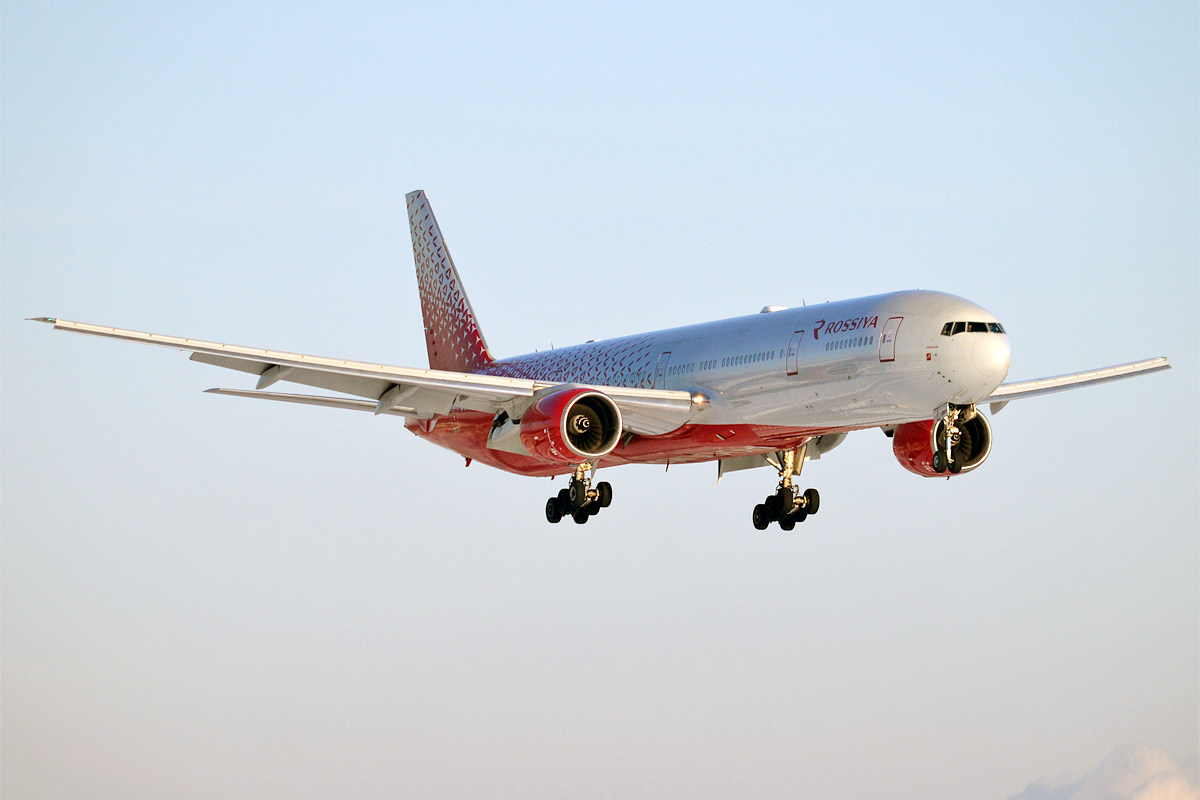
Un Boeing 777-300 di Rossija Airlines con la nuova livrea atterra all'aeroporto di San Pietroburgo-Pulkovo nel 2016. Nel novembre 2011, Aeroflot ha ricevuto il 75% meno una quota di Rossija insieme alle azioni di altri quattro vettori.

Nel febbraio 2010, il governo russo ha annunciato che 6 compagnie aeree regionali di proprietà dello Stato sarebbero state fuse con il vettore nazionale Aeroflot al fine di aumentare la redditività finanziaria. La fusione è stata completata alla fine di novembre 2011 con un accordo del valore di 81 milioni di dollari. La società sorella di Aeroflot Aeroflot-Finance è diventata il principale azionista di Vladivostok Avia, Saravia e Rossija Airlines e l'unico azionista sia di SAT Airlines che di Orenair. Nel gennaio 2012 è stato riferito che Saravia sarebbe stata venduta a investitori privati poiché non in linea con la strategia aziendale di Aeroflot. Nel giugno 2013 è stato riferito che nel terzo trimestre dello stesso anno Aeroflot avrebbe unito le sue controllate Vladivostok Air e SAT Airlines in un nuovo vettore regionale con sede nell'Estremo Oriente russo. La filiale è stata effettivamente creata nel settembre 2013 ed è stata originariamente chiamata Taiga Airline prima di essere successivamente ribattezzata Aurora Airline. La nuova compagnia, controllata al 51% da Aeroflot, avrebbe dovuto collegare Mosca con l'Estremo Oriente russo, mentre SAT Airlines e Vladivostok Avia avrebbero dovuto cessare le operazioni all'inizio del 2014.
Nel giugno 2013, durante i World Airline Awards che si sono svolti al 50° air show di Le Bourget, Aeroflot ha ricevuto il premio internazionale come miglior vettore aereo dell'Europa orientale. A ottobre, la società ha introdotto il vettore a basso costo Dobrolët, attiva da giugno 2014 e chiusa due mesi dopo a causa delle sanzioni dell'UE relative ai voli verso la Crimea annessa alla Russia. Alla fine di agosto 2014, Aeroflot ha annunciato il lancio di una nuova compagnia low-cost nell'ottobre 2014 in sostituzione di Dobrolët utilizzando gli aerei di Orenair. La nuova compagnia Pobeda ha iniziato le operazioni dall'aeroporto di Mosca-Vnukovo nel dicembre 2014.
Nel marzo 2014, in risposta alla rivoluzione ucraina, la compagnia ha annunciato di reindirizzare i propri voli per evitare di sorvolare il territorio dell'Ucraina. L'annuncio, insieme a risultati finanziari peggiori del previsto, ha causato un calo di quasi il 10% del prezzo delle azioni della società. Nel settembre 2015, Aeroflot ha accettato di acquisire il 75% di Transaero Airlines al prezzo simbolico di un rublo, ma ha abbandonato il piano in seguito. Il vettore ha rilevato un certo numero di aerei di Transaero assumendo i suoi contratti di locazione dopo la sua chiusura, introducendo così i Boeing 747 e 777 nella flotta di Aeroflot.
A seguito di un precedente annuncio, le controllate di Aeroflot Rossija Airlines, Donavia e Orenair hanno unito le loro operazioni alla fine di marzo 2016. Le autorità russe hanno inoltre revocato il certificato di operatore aereo di Orenair alla fine di maggio 2016. Aeroflot ha dichiarato bancarotta sia per Donavia che per Orenair nel gennaio 2017. Orenair e Donavia sono state formalmente dichiarate fallite rispettivamente nel febbraio 2017 e nell'agosto 2017.

### Chiusura dello spazio aereo e sanzioni
Nel febbraio 2022, a seguito dell'invasione russa dell'Ucraina, Aeroflot e altre compagnie aeree russe sono state bandite dallo spazio aereo di paesi tra cui Regno Unito, Islanda, Norvegia, Canada e dei membri dell'Unione europea. Il 25 febbraio 2022, il Manchester United ha annullato un accordo di sponsorizzazione che aveva identificato Aeroflot come suo vettore ufficiale dal luglio 2013. Il 1º marzo 2022, gli Stati Uniti hanno chiuso il loro spazio aereo alle compagnie aeree russe, sospendendo di fatto le operazioni di Aeroflot nel paese. Il 3 marzo 2022 Sabre, il fornitore del sistema informatico di prenotazione di Aeroflot e uno dei fornitori dell'accesso ai sistemi di distribuzione globali GDS di Aeroflot a livello internazionale, ha annunciato che avrebbe interrotto l'accesso ai GDS internazionali di Aeroflot.
Il 5 marzo 2022, Aeroflot ha annunciato che a partire dall'8 marzo avrebbe sospeso tutti i voli internazionali ad eccezione di quelli verso la Bielorussia, per evitare possibili sequestri di aeromobili noleggiati all'estero.
L'11 aprile 2022 la Commissione europea ha dichiarato che ad Aeroflot sarebbe stato vietato volare attraverso l'Unione europea perché non soddisfa gli standard di sicurezza internazionali. Ciò è dovuto alla reimmatricolazione di aeromobili di proprietà straniera che consente il loro funzionamento senza certificati di aeronavigabilità validi, violando così gli standard internazionali di sicurezza aerea. Il commissario europeo per i Trasporti Adina Vălean ha affermato che questa pratica "rappresenta una minaccia immediata per la sicurezza" e che "questa decisione non è un'altra sanzione contro la Russia; è stata presa esclusivamente sulla base di motivi tecnici e di sicurezza." Questo divieto relativo alla sicurezza è distinto dall'altro divieto emanato nel febbraio 2022 in risposta all'invasione.
L'8 aprile, il Dipartimento del commercio degli Stati Uniti d'America ha limitato i voli sugli aeromobili prodotti negli USA per Aeroflot, Aviastar, Azur Air, Belavia, Rossija e Utair con l'obiettivo di rivendicare la proprietà intellettuale. Il 16 giugno, gli Stati Uniti hanno ampliato le proprie restrizioni alle sei compagnie aeree dopo che sono state rilevate violazioni del regime sanzionatorio. L'effetto delle restrizioni è di mettere a terra la parte delle loro flotte fabbricata negli Stati Uniti.
A luglio 2022, Aeroflot ha terminato le proprie operazioni con i Sukhoi Superjet 100 trasferendole gradualmente alla controllata Rossija Airlines.
Aeroflot continua a operare nonostante le sanzioni abbiano influito sulla sua capacità di procurarsi aeromobili e parti di ricambio. I componenti fabbricati negli Stati Uniti sono stati ottenute tramite società commerciali, zone di libero scambio e parchi industriali negli Emirati Arabi Uniti e in Cina.
Nel settembre 2023, Aeroflot ha pagato 645 milioni di dollari per acquistare 17 aerei e cinque motori a reazione di ricambio che erano stati noleggiati all'Aeroflot e di proprietà dell'AerCap e che erano rimasti bloccati in Russia dopo l'invasione dell'Ucraina.

## Identità aziendale

### Sede
La sede di Aeroflot si trova nel distretto di Arbat, nel distretto amministrativo centrale di Mosca. Nel 2009 Aeroflot ha iniziato ad affittare 7 000 metri quadrati di un edificio per uffici di classe A nella via Arbat di proprietà di Midland Development. A partire da quell'anno, Aeroflot aveva in programma di costruire una sede dedicata di 35 000 metri quadrati in prossimità dell'aeroporto di Mosca-Šeremet'evo.

### Persone chiave
A dicembre 2014, la posizione di CEO di Aeroflot era ricoperta da Vitalij Savel'ev, nominato il 10 aprile 2009 e succeduto a Valerij Okulov. In scadenza nell'aprile 2014, il governo russo ha prorogato la nomina di Savel'ev per altri cinque anni. Alla fine di agosto 2018, Savel'ev è stato riconfermato nella posizione di CEO per un ulteriore periodo di cinque anni. Nel dicembre 2018, il governo russo ha nominato presidente del consiglio di amministrazione il ministro dei Trasporti russo Evgenij Ditrich. L'8 aprile 2022, il governo ha approvato la candidatura di Sergej Aleksandrovskij alla carica di CEO di PJSC Aeroflot. Per decisione del consiglio di amministrazione di Aeroflot, Aleksandrovskij è divenuto anche presidente del consiglio di amministrazione della compagnia aerea.

### Proprietà
Il governo russo, attraverso l'agenzia federale per la gestione delle proprietà statali, possiede il 73,77% delle quote di Aeroflot.
Il gruppo Aeroflot comprende:
- le compagnie aeree Pobeda e Rossija;
- Šerotel' per la gestione del Novotel' dell'aeroporto di Mosca-Šeremet'evo;
- Aėromar per il servizio di ristorazione a bordo;
- Aviacionnaja škola Aėroflota per l'addestramento dei piloti;
- Aėroflot Techniks per i servizi di manutenzione e riparazione di aeromobili in Russia e nella Comunità degli Stati Indipendenti;
- AFLT Systems per la digitalizzazione delle compagnie aeree russe e nel miglioramento dell'efficienza del trasporto aereo;
- Aėroflot - Finans

### Staff
Nel 2016 la compagnia ha deciso di collegare la paga dei suoi assistenti di volo alla taglia del loro vestito. Tutti gli assistenti di volo sono stati fotografati e misurati e alcuni sono stati pesati. Alle donne sopra la taglia russa 48 è stato vietato l'accesso ai voli internazionali. Secondo il sindacato degli assistenti di volo, la politica ha interessato circa 600 persone. La società si è difesa con successo in tribunale nell'aprile 2017 affermando che un sondaggio tra i passeggeri di Aeroflot ha mostrato che "il 92% vuole vedere hostess che si adattano alle taglie di cui stiamo parlando qui" e che ogni chilogrammo in più significava spendere un 800 rubli in più all'anno di carburante. La società ha negato tutte le accuse di discriminazione. Nel settembre 2017 la corte d'appello ha deciso che i requisiti per vietare l'assunzione di donne che indossavano taglie grandi erano inapplicabili e ha ordinato un risarcimento per Evgenija Magurina, un'assistente di volo che aveva intentato una causa per discriminazione. A due donne è stato assegnato un compenso simbolico, ma il tribunale non ha stabilito esplicitamente che la politica fosse discriminatoria.
Nel novembre 2018 il direttore esecutivo dell'azienda Vitalij Savel'ev ha firmato nuove regole, in base alle quali ai dipendenti dell'ufficio di Mosca della compagnia aerea era vietato portare e utilizzare gli smartphone al lavoro.

## Destinazioni

### Alleanze
Il 14 aprile 2006 Aeroflot è entrata a far parte di SkyTeam. Il 27 aprile 2022 Aeroflot e SkyTeam si sono accordati per sospendere temporaneamente l'appartenenza della compagnia all'alleanza.

## Flotta

### Attuale

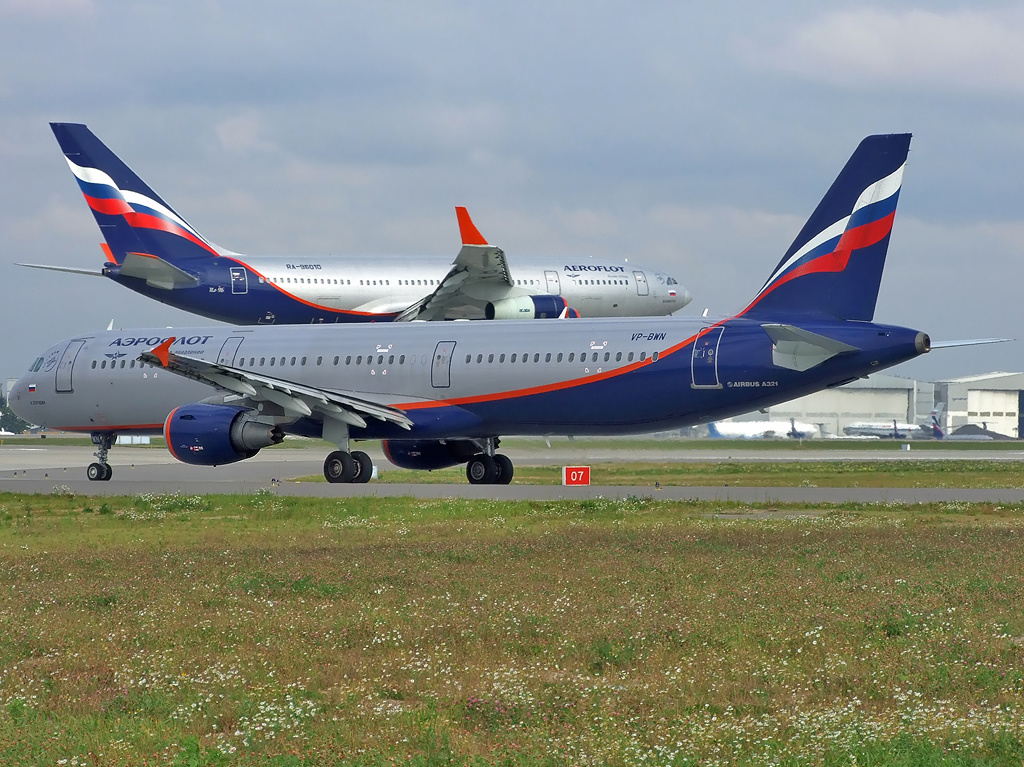
Un Airbus A321-200.

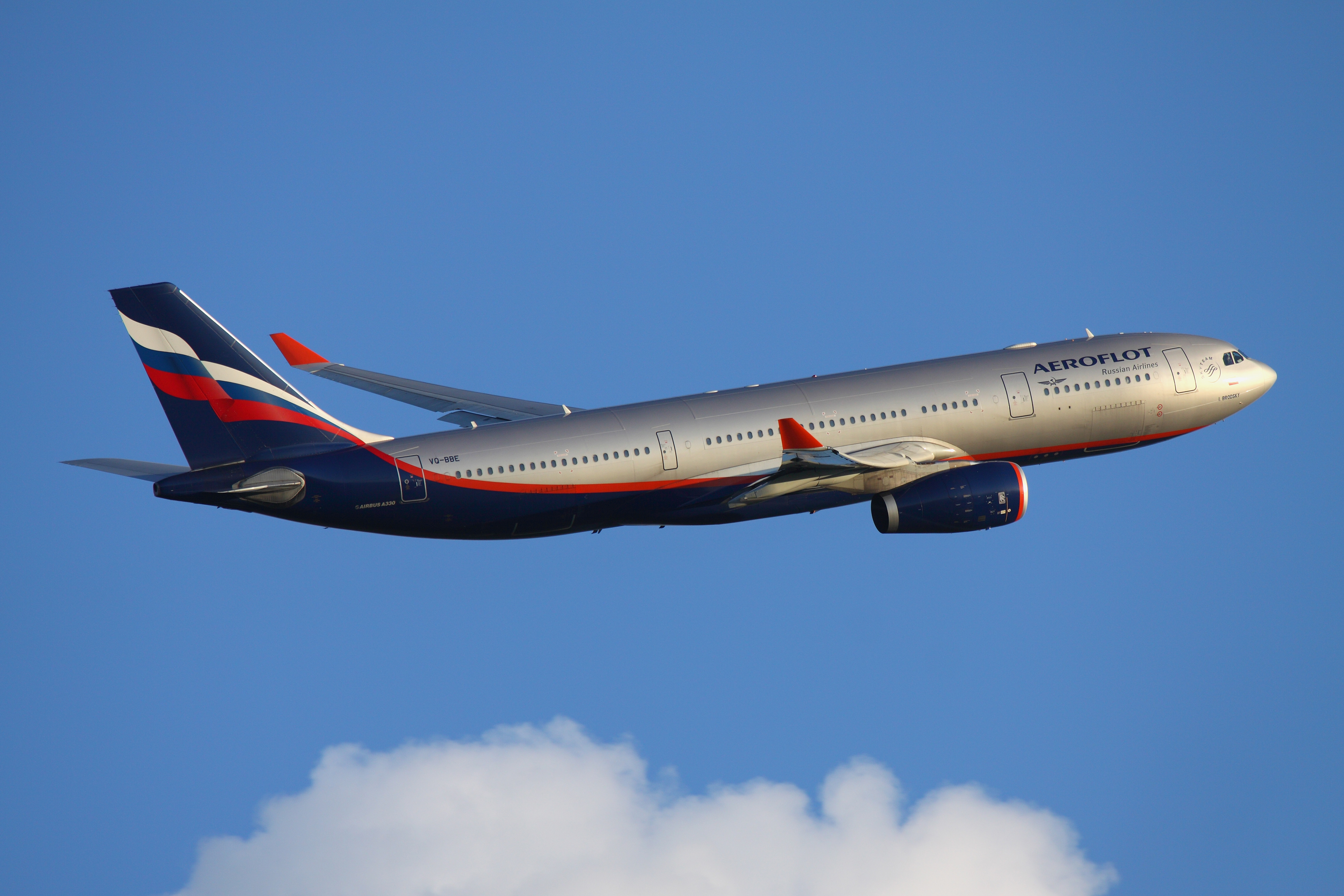
Un Airbus A330-200.

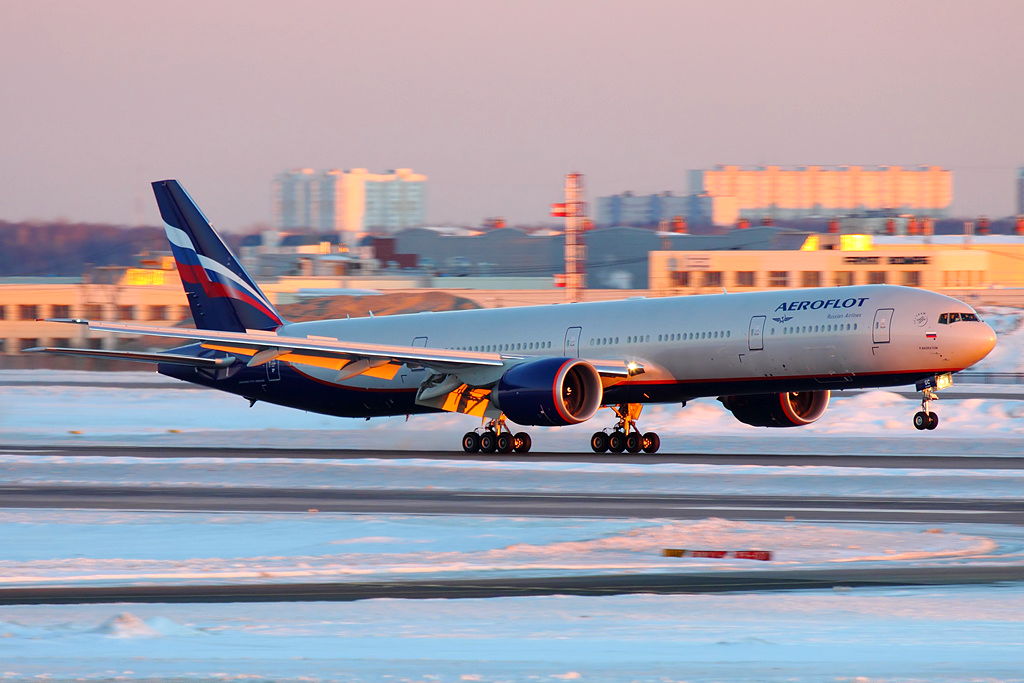
Un Boeing 777-300ER.

A maggio 2025 la flotta di Aeroflot risulta composta dai seguenti aerei:

### Flotta Storica

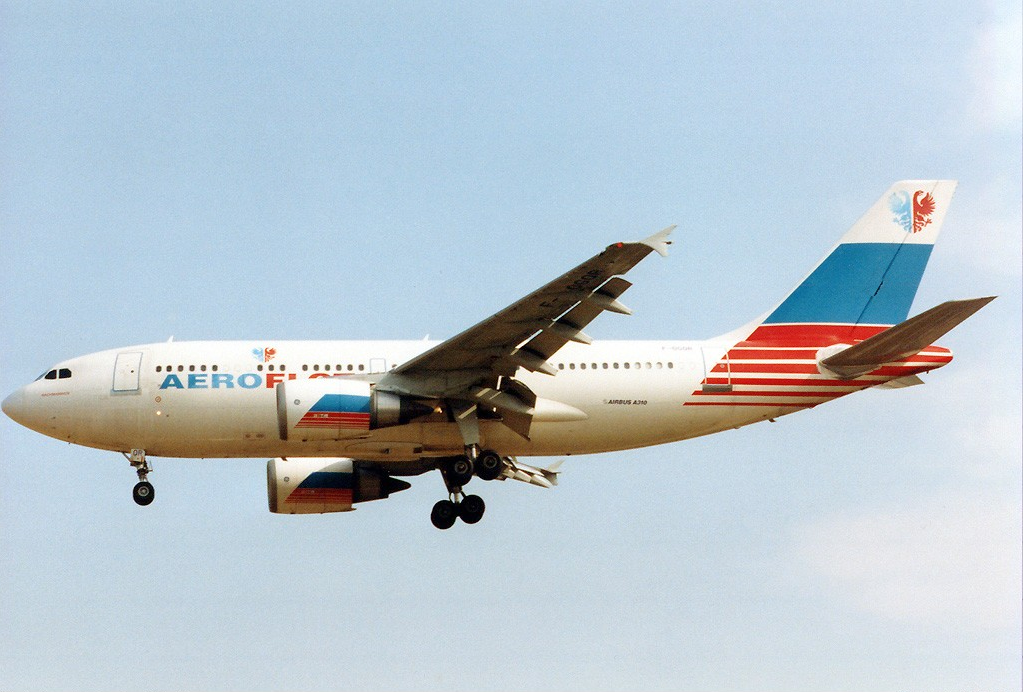
Un Airbus A310-300.

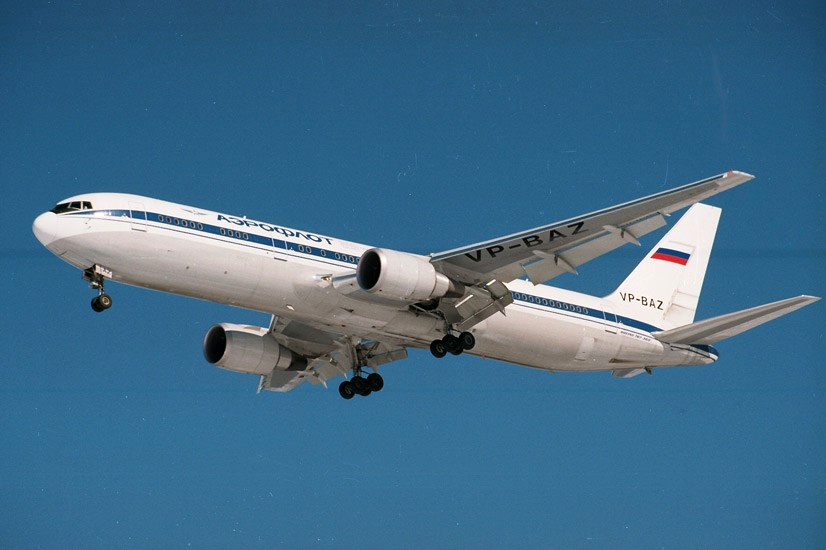
Un Boeing 767-300ER.

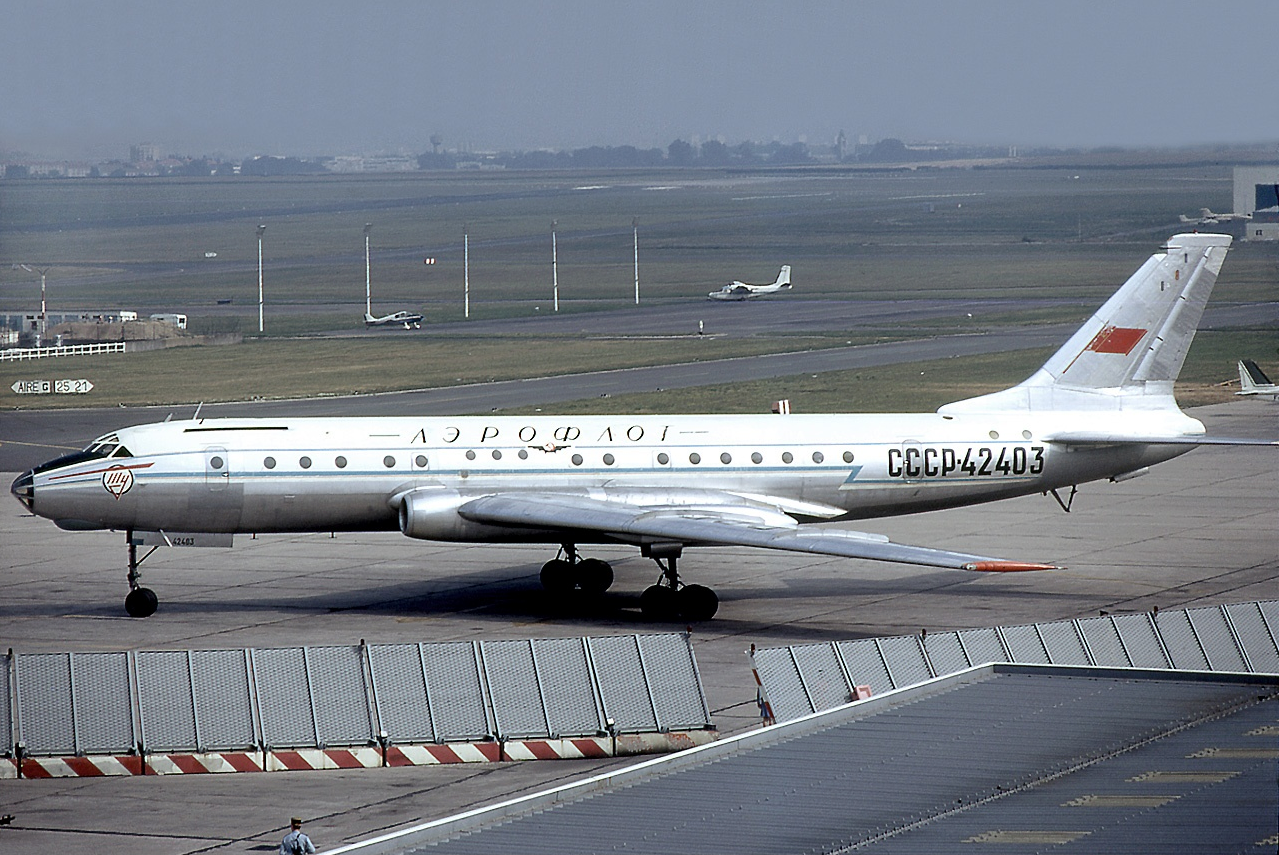
Un Tupolev Tu-104.

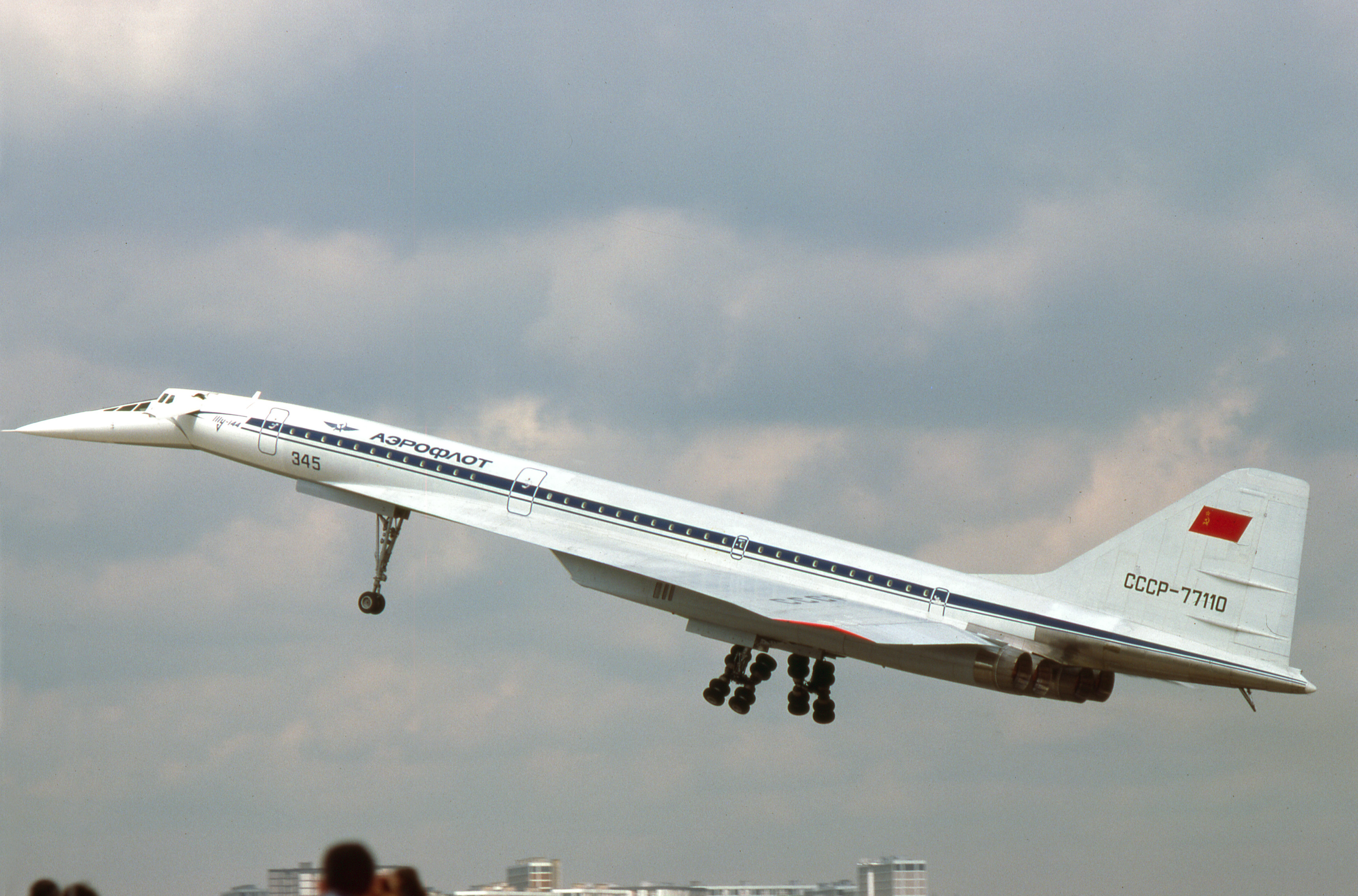
Un Tupolev Tu-144.

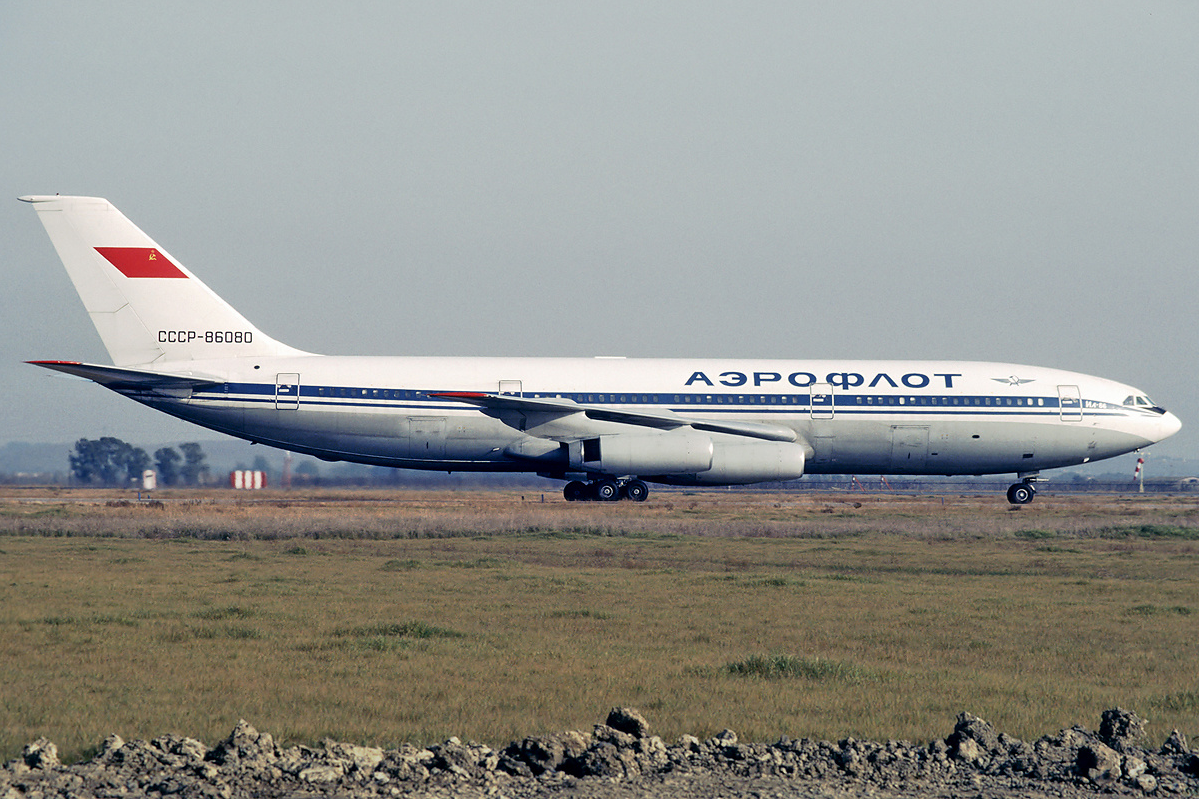
Un Ilyushin Il-86.

Aeroflot operava in precedenza con i seguenti aeromobili:

## Incidenti
- 15 agosto 1958: il volo Aeroflot 4, un Tupolev Tu-104A, stalla a causa di guasti ai motori. Non ci sono sopravvissuti.
- 30 giugno 1962: il volo Aeroflot 902, un Tupolev Tu-104A, stalla e precipita per cause ignote, provocando la morte di 84 persone.
- 28 luglio 1962: il volo Aeroflot 415, un Antonov An-10A, effettua un volo controllato contro il suolo che provoca la morte di tutti gli 81 occupanti.
- 3 settembre 1962: il volo Aeroflot 3, un Tupolev Tu-104A, precipita in territorio russo. 86 vittime.
- 4 aprile 1963: il volo Aeroflot 25, un Ilyushin Il-18 in viaggio tra l'aeroporto di Mosca-Šeremet'evo e l'aeroporto di Krasnojarsk, precipita a causa di un guasto tecnico, muoiono tutte le 67 persone a bordo.
- 21 agosto 1963: il volo Aeroflot 366, un Tupolev Tu-124 si schianta nel fiume Neva, a Leningrado, dopo un'avaria al propulsore. Non ci sono vittime tra le 52 persone a bordo.
- 2 settembre 1964: il volo Aeroflot 721, un Ilyushin Il-18V, effettua un volo controllato contro il suolo in territorio russo. Il bilancio è di 87 vittime e sei sopravvissuti.
- 4 gennaio 1965: il volo Aeroflot 20, un Ilyushin Il-18, precipita al suolo durante un tentativo di atterraggio in condizioni meteorologiche pessime, nei pressi di Alma-Ata. 64 persone perdono la vita nell'incidente.
- 8 marzo 1965: il volo Aeroflot 513, un Tupolev Tu-124, a causa di un malfunzionamento agli strumenti si schianta durante il decollo da Kujbyšev, provocando la morte di 30 delle 39 persone a bordo.
- 11 novembre 1965: il volo Aeroflot 99, un Tupolev Tu-124V, precipita in territorio sovietico. 32 vittime.
- 17 febbraio 1966: il volo Aeroflot 65, un Tupolev Tu-114, impatta contro una cunetta di neve durante il decollo dall'aeroporto di Mosca. 21 persone rimangono uccise.
- 14 gennaio 1967: il volo Aeroflot 5003, un Antonov An-12B cargo, si schianta al suolo poco dopo il decollo per un incendio a bordo. Perdono la vita tutti i 6 membri dell'equipaggio.
- 16 novembre 1967: il volo Aeroflot 2230, un Ilyushin Il-18V, precipita dopo un guasto elettrico. Ci sono 107 vittime.
- 29 febbraio 1968: il volo Aeroflot 15, un Ilyushin Il-18D, precipita dopo che i piloti perdono il controllo dell'aereo. Solo una persona sopravvive tra le 84 a bordo.
- 23 giugno 1969: nella collisione aerea di Juchnov, un Ilyushin Il-14M di Aeroflot e un Antonov An-12BP dell'aeronautica sovietica si scontrano, provocando la morte di 120 persone.
- 6 febbraio 1970: il volo Aeroflot U-45, un Ilyushin Il-18, precipita in territorio uzbeko a causa di errori dei piloti e dei controllori di volo. Il bilancio è di 92 vittime e 14 feriti.
- 1º aprile 1970: il volo Aeroflot 1661, un Antonov An-24B, collide con una mongolfiera 25 minuti dopo il decollo. Non ci sono sopravvissuti.
- 2 settembre 1970: il volo Aeroflot 3630, un Tupolev Tu-124, precipita dopo che i piloti ne perdono il controllo. Perdono la vita in 37.
- 15 ottobre 1970: il volo Aeroflot 244, un Antonov An-24B, viene dirottato sopra i cieli russi. Per accedere alla cabina di pilotaggio, i 2 dirottatori uccidono un assistente di volo. Non ci sono ulteriori vittime.
- 22 gennaio 1971: un Antonov An-12 di Aeroflot precipita a causa di errori dei piloti che non attivano il sistema anti-ghiaccio dell'aereo. Muoiono in 14, nessuno sopravvive.
- 31 gennaio 1971: un Antonov An-12B di Aeroflot precipita nell'Ovest della Russia a causa della formazione di ghiaccio sulle ali. Non ci sono sopravvissuto.
- 25 luglio 1971: il volo Aeroflot 1912, un Tupolev Tu-104B, subisce un'avaria della strumentazione con conseguente atterraggio duro. Il bilancio è di 97 vittime e 29 feriti.
- 18 maggio 1972: il volo Aeroflot 1491, un Antonov An-10A, subisce un irreparabile cedimento strutturale che provoca la morte di tutti i 122 a bordo.
- 31 agosto 1972: il volo Aeroflot 558, un Ilyushin Il-18V, subisce un incendio a bordo mentre si trova nei cieli russi. Nessuno sopravvive.
- 1º ottobre 1972: il volo Aeroflot 1036, un Ilyushin Il-18V, precipita per cause indeterminate nel Mar Nero. 108 vittime.
- 13 ottobre 1972: il volo Aeroflot 217, un Ilyushin Il-62, precipita per cause ancora sconosciute. Non ci sono sopravvissuti.
- 19 febbraio 1973: il volo Aeroflot 141, un Tupolev Tu-154, precipita per cause indeterminate vicino a Praga, in Cecoslovacchia. Il bilancio è di 66 vittime e 34 sopravvissuti.
- 24 febbraio 1973: il volo Aeroflot 630, un Ilyushin Il-18 decollato da Dušanbe, a causa di un errore dei piloti si schianta a Leninabad, in Tagikistan, uccidendo tutte le 79 persone a bordo.
- 18 maggio 1973: il volo Aeroflot 109, un Tupolev Tu-104A, esplode in volo a causa di una bomba nella stiva. Muoiono in 81.
- 30 settembre 1973: il volo Aeroflot 3932, un Tupolev Tu-104, subisce un guasto al sistema elettrico seguito dal disorientamento spaziale dei piloti. Nessuno tra i 108 a bordo sopravvive all'impatto.
- 13 ottobre 1973: il volo Aeroflot 964, un altro Tupolev Tu-104, subisce un guasto al sistema elettrico seguito dal disorientamento spaziale dei piloti. 122 vittime.
- 2 novembre 1973: il volo Aeroflot 19, uno Yakovlev Yak-40, viene dirottato da 4 malviventi. 2 dirottatori muoiono durante l'assalto all'aereo, tutti gli altri occupanti sopravvivono.
- 3 gennaio 1976: il volo Aeroflot 2003, un Tupolev Tu-124V, precipita a causa dell'avaria della strumentazione di bordo. Ci sono 62 vittime.
- 9 febbraio 1976: il volo Aeroflot 3739, un Tupolev Tu-104A, si schianta poco dopo il decollo. Il bilancio è di 24 vittime e 78 feriti.
- 6 marzo 1976: il volo Aeroflot 909, un Ilyushin Il-18E, subisce un guasto al sistema elettrico e precipita, provocando la morte di tutti i 111 a bordo.
- 15 maggio 1976: il volo Aeroflot 1802, un Antonov An-24, precipita a causa di un guasto al timone. Nessuno sopravvive tra i 52 a bordo.
- 1º giugno 1976: il volo Aeroflot 418, un Tupolev Tu-154A, scompare dai radar per cause indeterminate. Tutti i 46 a bordo periscono nell'incidente.
- 28 novembre 1976: il volo Aeroflot 2415, un Tupolev Tu-104B, si schianta a causa dell'errata interpretazione degli orizzonti artificiali da parte dei piloti. Non ci sono sopravvissuti.
- 13 gennaio 1977: il volo Aeroflot 3843, un Tupolev Tu-104B, subisce un guasto al motore sinistro con conseguente incendio. Non ci sono sopravvissuti.
- 15 febbraio 1977: il volo Aeroflot 5003, un Ilyushin Il-18V, precipita a causa di errori dei piloti. Il bilancio è di 77 vittime e 21 sopravvissuti.
- 27 maggio 1977: il volo Aeroflot 331, un Ilyushin Il-62M, si schianta a causa di errori del pilota. Solo in due sopravvivono.
- 17 marzo 1979: il volo Aeroflot 1691, un Tupolev Tu-104B, precipita vicino a Mosca. Il bilancio è di 58 vittime e 61 feriti.
- 29 agosto 1979: il volo Aeroflot 5484, un Tupolev Tu-124V, subisce un cedimento strutturale durante la fase di volo. Non ci sono sopravvissuti.
- 8 luglio 1980: il volo Aeroflot 4225, un Tupolev Tu-154B-2, precipita a causa di un wind shear. Tutti i 166 a bordo perdono la vita.
- 14 giugno 1981: il volo Aeroflot 498, un Ilyushin Il-14M, si schianta durante l'atterraggio in Russia. Non ci sono sopravvissuti.
- 24 agosto 1981: il volo Aeroflot 811, un Antonov An-24RV, collide con un Tupolev Tu-16K dell'aeronautica sovietica. C'è solo un sopravvissuto.
- 17 novembre 1981: il volo Aeroflot 3603, un Tupolev Tu-154, precipita a causa di errori del pilota, provocando la morte tutti 99 occupanti. In 68 sopravvivono.
- 28 giugno 1982: il volo Aeroflot 8641, uno Yakovlev Yak-42, subisce un cedimento strutturale dovuto a fatica del metallo e difetti di progettazione. Ci sono 132 vittime.
- 6 luglio 1982: il volo Aeroflot 411, un Ilyushin Il-62, precipita dopo il decollo dall'Aeroporto di Mosca-Šeremet'evo. Tutte le 90 persone a bordo muoiono.
- 29 settembre 1982: il volo Aeroflot 343, un Ilyushin Il-62M, esce di pista all'aeroporto del Lussemburgo. Ci sono sette vittime e 70 feriti.
- 30 agosto 1983: il volo Aeroflot 5463, un Tupolev Tu-134A, effettua un volo controllato contro il suolo. Non ci sono sopravvissuti.
- 18 novembre 1983: il volo Aeroflot 6833, un Tupolev Tu-134A, subisce un tentativo di dirottamento. Otto persone perdono la vita.
- 24 dicembre 1983: il volo Aeroflot 601, un Antonov An-24RV, precipita per errori dei piloti. Solo in cinque sopravvivono.
- 11 ottobre 1984: il volo Aeroflot 3352, un Tupolev Tu-154B-1, si schianta durante l'atterraggio all'aeroporto di Omsk, in Russia. 174 passeggeri e quattro persone a terra muoiono nel disastro.
- 23 dicembre 1984: il volo Aeroflot 3519, un Tupolev Tu-154B-2, subisce un guasto al motore e un successivo incendio poco dopo il decollo dall'aeroporto di Krasnojarsk, in Russia. Ci sono 110 vittime, solo una persona sopravvive.
- 1º febbraio 1985: il volo Aeroflot 7841, un Tupolev Tu-134A, subisce un guasto a entrambi i motori a causa di ingestione di ghiaccio. Il bilancio è di 58 vittime e 22 sopravvissuti.
- 2 luglio 1986: il volo Aeroflot 2306, un Tupolev Tu-134AK, subisce un incendio a bordo durante la fase di volo. 38 persone sopravvivono.
- 20 ottobre 1986: il volo Aeroflot 6502, un Tupolev Tu-134A, precipita a causa di errori dei piloti durante l'avvicinamento all'aeroporto di Kujbyšev, provocando la morte di 70 occupanti.
- 12 dicembre 1986: il volo Aeroflot 892, un Tupolev Tu-134A, effettua un volo controllato contro il suolo a causa di errori di comprensione linguistica tra i piloti. Il bilancio è di 72 vittime e 10 sopravvissuti.
- 16 gennaio 1987: il volo Aeroflot 505, uno Yakovlev Yak-40, subisce una forte turbolenza a cielo sereno e precipita. Non ci sono sopravvissuti.
- 19 giugno 1987: il volo Aeroflot 528, uno Yakovlev Yak-40, esce di pista durante l'atterraggio a causa di errori dei piloti. Ci sono otto vittime.
- 27 agosto 1992: il volo Aeroflot 2808, un Tupolev Tu-134A, precipita a causa di errori dei piloti e dei controllori di volo. Ci sono 84 vittime.
- 23 marzo 1994: il volo Aeroflot 593 partito da Mosca-SVO e diretto a Hong Kong operato con un Airbus A310 si è schiantato vicino a Novokuzneck, Oblast' di Kemerovo in Siberia sud-occidentale provocando la morte di 75 persone fra cui 12 membri dell'equipaggio e 63 passeggeri, ovvero tutte le persone a bordo del velivolo.[115] Lo schianto è avvenuto poiché il pilota aveva ceduto i comandi dell'aereo al figlio quindicenne che, inavvertitamente, aveva disinserito il pilota automatico.[116]
- 12 dicembre 2007: il volo di linea internazionale Mosca-Šeremet'evo (Russia) - Roma-Fiumicino (Italia) SU 583 operato con un Airbus A320 dell'Aeroflot ha effettuato un atterraggio d'emergenza all'Aeroporto di Budapest (Ungheria). Nessun passeggero ha riportato ferite.[117]
- 14 settembre 2008: alle 03:40 (ora locale) un Boeing 737-500 (prodotto nel settembre del 1992 e in precedenza utilizzato dalla compagnia aerea cinese Xiamen Airlines) operato dall'Aeroflot-Nord che effettuava il volo nazionale SU 821 dell'Aeroflot Mosca-Šeremet'evo - Perm'-Bol'šoe Savino è precipitato sui monti Urali durante la fase di atterraggio all'aeroporto Bol'šoe Savino. 82 passeggeri e sei membri d'equipaggio dell'aereo sono morti in seguito all'incidente.[118][119][120]
- 5 maggio 2019: il volo Aeroflot 1492, un Sukhoi Superjet 100 con a bordo 79 persone, decollato dall'aeroporto di Mosca-Šeremet'evo e diretto a Murmansk, rientra all'aeroporto di partenza in seguito ad un'avaria del pilota automatico e della radio causata da un fulmine che ha colpito il velivolo; durante il secondo tentativo di atterraggio prende fuoco, causando la morte di 41 persone tra passeggeri e membri dell'equipaggio.